# Riot Act

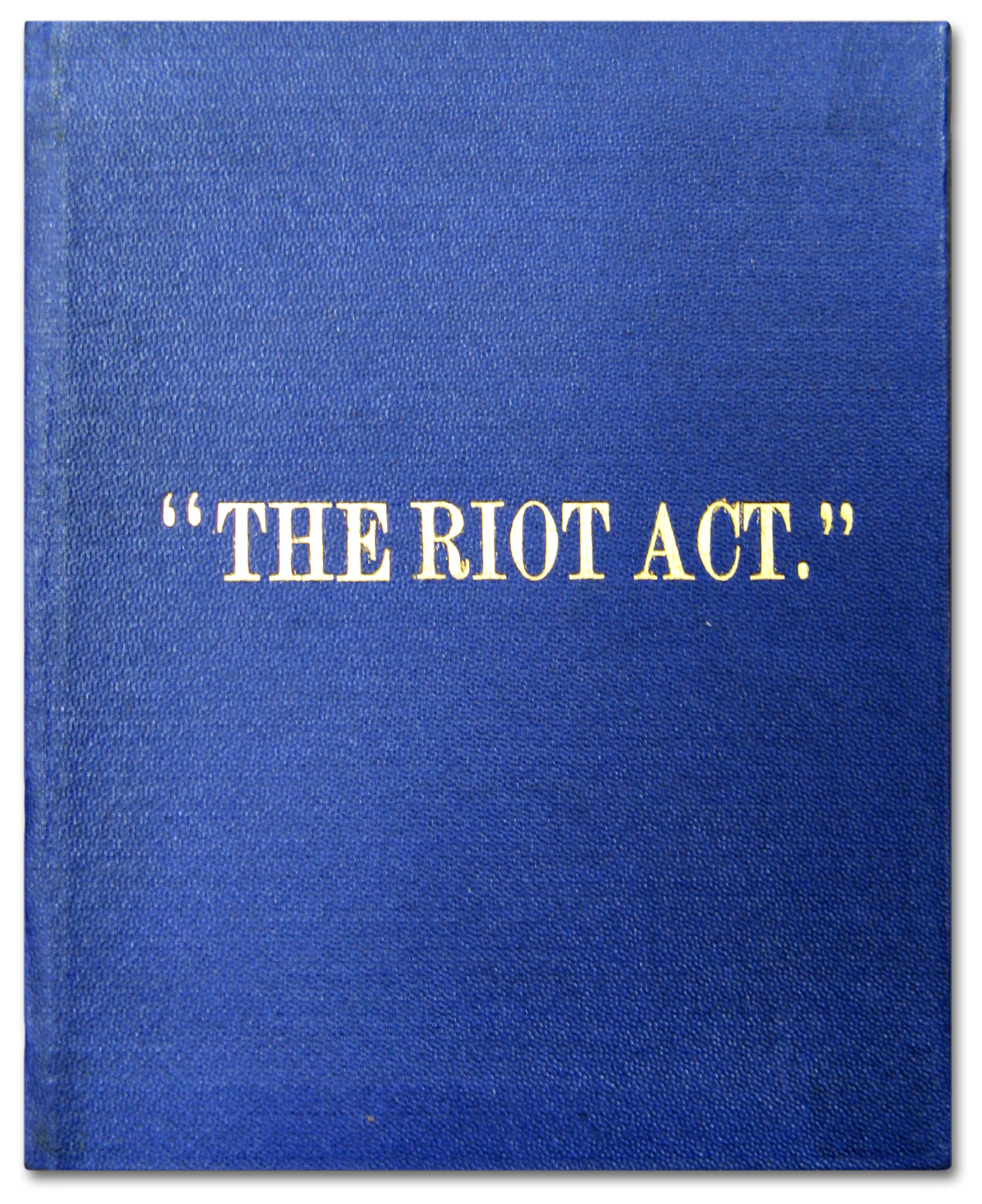
El fullet de la Riot Act de la Gran Bretanya,.

The Riot Act (1714) (1 Geo.1 St.2 c.5) va ser una acta del Parlament de la Gran Bretanya que autoritzava a les autoritats locals a declarar a un grup de dotze o més persones d'estar reunint-se il·legalment, i que per tant aquest grup s'havia de dispersar o esperar una acció punitiva. L'acta, el títol llarg de la qual era "Una acta per prevenir tumults i assemblees esvalotadores, i per a castigar més ràpida i eficaçment els esvalotadors", va entrar en vigor l'1 d'agost del 1715, i es va mantenir en els estatuts fins a l'any 1973.